# Посталезио
Посталѐзио (на италиански: Postalesio, на западноломбардски: Postalès, Посталез) е село и община в Северна Италия, провинция Сондрио, регион Ломбардия. Разположено е на 516 m надморска височина. Населението на общината е 662 души (към 2010 г.).